# Sumatrablomsterpickare
Sumatrablomsterpickare (Dicaeum beccarii) är en fågelart i familjen blomsterpickare inom ordningen tättingar.

## Utbredning och systematik
Kambodjablomsterpickaren förekommer endast i bergsskogar på Sumatra. Den kategoriserades tidigare som underart till orientblomsterpickare (Dicaeum ignipectus), men urskiljs sedan 2016 som egen art av Birdlife International och IUCN, sedan 2023 även av eBird/Clements och IOC.

## Status
Den kategoriseras av IUCN som livskraftig.